# Pseudogonia fasciata
Pseudogonia fasciata là một loài ruồi trong họ Tachinidae.